# Дзержинська районна в м. Харкові рада
Дзержинська районна в м. Харкові рада — районна в м. Харкові рада, представницький орган, що здійснює функції та повноваження місцевого самоврядування, визначені Конституцією України і законами України, бере участь у місцевому самоврядуванні м. Харкова, створює свої виконавчі органи та обирає голову ради, який одночасно є і головою її виконавчого комітету, самостійно складає, розглядає, затверджує та виконує районний бюджет.
Не утворена (ліквідована) після закінчення терміну повноважень V (XXV) скликання 2010 року на підставі рішення чергової 38 сесії Харківської міської ради V скликання, що відбулася 25 листопада 2009 року.

## Депутати, склад депутатських фракцій і постійних комісій

### V (XXV) скликання
Список депутатів V скликання становить 44 осіби.
Створено шість постійніх комісій:
- з економіки і фінансів;
- з житлово-комунального господарства і екології;
- з охорони здоров'я та соціального захисту населення;
- з питань депутатської діяльності, законності та правопорядку;
- з питань освіти і гуманітарної політики;
- з ресурсів і споживчого ринку.

## Рішення сесій ради
Деякі рішення ІХ-XVIII сесій ради V скликання

## Голова ради
- Шумілкін Володимир Андрійович, 1990—2000
- Літвіненко Юрій Юрійович, 2002—2006
- Дулуб Валентин Григорович, з квітня 2006 р. по березень 2010 р.[4]
- Котковський Володимир Романович, з березня 2010 р.[4]

## Виконавчий комітет й інші виконавчі органи

Логотип Дзержинської в м. Харкові райради

### Склад виконавчого комітету[5]
- Котковський Володимир Романович, голова районної ради;
- Казанжиєва Неллі Василівна, заступник голови районної ради
- Погребняк Людмила Іванівна, керуючий справами виконкому;
- Черкаско Ганна Володимирівна, заступник голови районної ради з питань діяльності виконавчих органів ради;
- Білоцерківський Микола Миколайович, заступник голови ради з питань діяльності виконавчих органів ради;
- Гвазава Нана Гурамівна, заступник голови ради з питань діяльності виконавчих органів ради — начальник фінансового управління;
- Олійник Владислав Миколайович, заступник голови ради з питань діяльності виконавчих органів ради;
- Танцеров Олександр Іванович, заступник голови ради з питань діяльності виконавчих органів ради;
- Зайцев Анатолій Григорович, директор підприємства з іноземними інвестиціями відкритого акціонерного товариства «ІНФОРМ-АВІА-ЦЕНТР»;
- Федак Богдан Степанович, головний лікар Харківської міської клінічної лікарні швидкої та невідкладної допомоги ім. проф. О. І. Мещанінова;
- Коваленко Григорій Дмитрович, виконувач обов'язків директора Українського науково-дослідницького інституту екологічних проблем;
- Кроленко Юрій Якович, голова спостережної ради акціонерного товариства «Житлобуд-2»;
- Черевко Олександр Іванович, ректор Харківського державного університету харчування і торгівлі;
- Коваленко Григорій Дмитрович, директор Українського науково-дослідного інституту екологічних проблем.